# Ford Country Squire
Ford Country Squire (русск. Форд Кантри Сквайр) — полноразмерный универсал, выпускаемый компанией Форд с 1950 по 1991 годы, основывающийся каждый раз на доступной линейке полноразмерных автомобилей модельных годов. Как полноразмерный универсал, он мог вмещать до 9 пассажиров. Country Squire был одной из канонических машин для американских семей.
Country Squire основывался на серии Custom DeLuxe 1950 и 1951 годов, Crestline 1952 и 1954 годов, Fairlane 1955—1958 годов, Galaxie 1959—1966 годов, и LTD/LTD Crown Victoria 1967—1991 годов.

## Первое поколение (1950–1951)

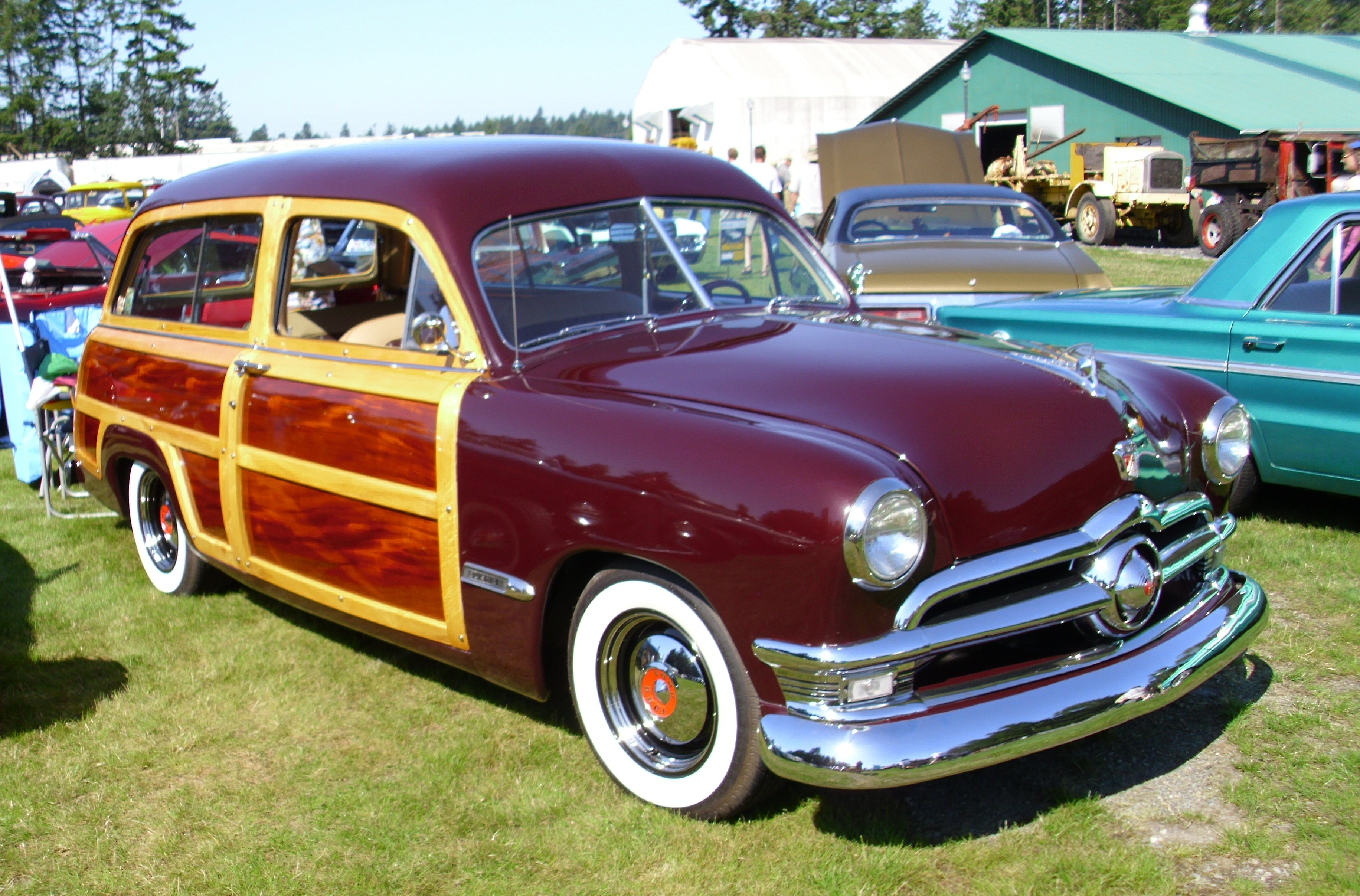
1950 Ford Country Squire

В 1949 модельном году Ford представил свою первую послевоенную модельную линейку. Сохранив конструкцию кузова на раме, шасси Ford 1949 года отказалось от некоторых элементов конструкции, сохранившихся Ford со времен Model T, включая карданный вал с торсионной трубкой и поперечные листовые рессоры. Важным изменением стало то, что Форд стремился изменить маркетинг универсалов, превратив их использование из коммерческого автомобиля в семейный автомобиль премиум-класса. Указанная розничная цена составляла 2119 долларов США (26 062 доллара США в долларах 2022 года), было произведено 31 412 штук.
Разработанный Юджином Грегори и Россом Казинсом, универсал Ford ознаменовал первый переход от полноценного «деревянного» автомобиля. Вместо полностью деревянного кузова за брандмауэром универсал Ford 1949 года был спроектирован со стальной крышей, задними крыльями и рамой задней двери. Деревянная конструкция осталась для боковин кузова, верхней и нижней двери багажника (с использованием фанеры красного дерева с отделкой из клена или березы). Разделив кузов с Mercury, универсал Ford предлагался в комплектации Custom. Для снижения шума и улучшения герметизации универсал предлагался с двумя дверями вместо четырех; однако использовались три сиденья, что позволяло разместить восемь пассажиров.
В 1950 модельном году Ford переименовал свои модельные ряды; Первоначально универсал представлял собой Custom Deluxe с совершенно новым названием Country Squire, представленным в начале 1950 года. В 1950 году было внесено несколько изменений для улучшения функциональности и возможностей. Сиденья второго и третьего ряда были переработаны, что позволило их снимать без инструментов. Еще одно изменение: Country Squire также получил более прочную заднюю подвеску, более широкие шины и топливный бак большего размера по сравнению с седанами Ford.
После своего появления Country Squire претерпел несколько изменений, отличных от седанов Ford. В 1950 году чехол запасного колеса был удален; В апреле 1950 года конструкция нижней задней двери была изменена: цельнодеревянная конструкция стала стальной (с деревянной отделкой). В 1951 году Country Squire сохранил приборную панель от Ford 1950 года (с рулевой колонкой 1951 года).

## Второе поколение (1952–1954)

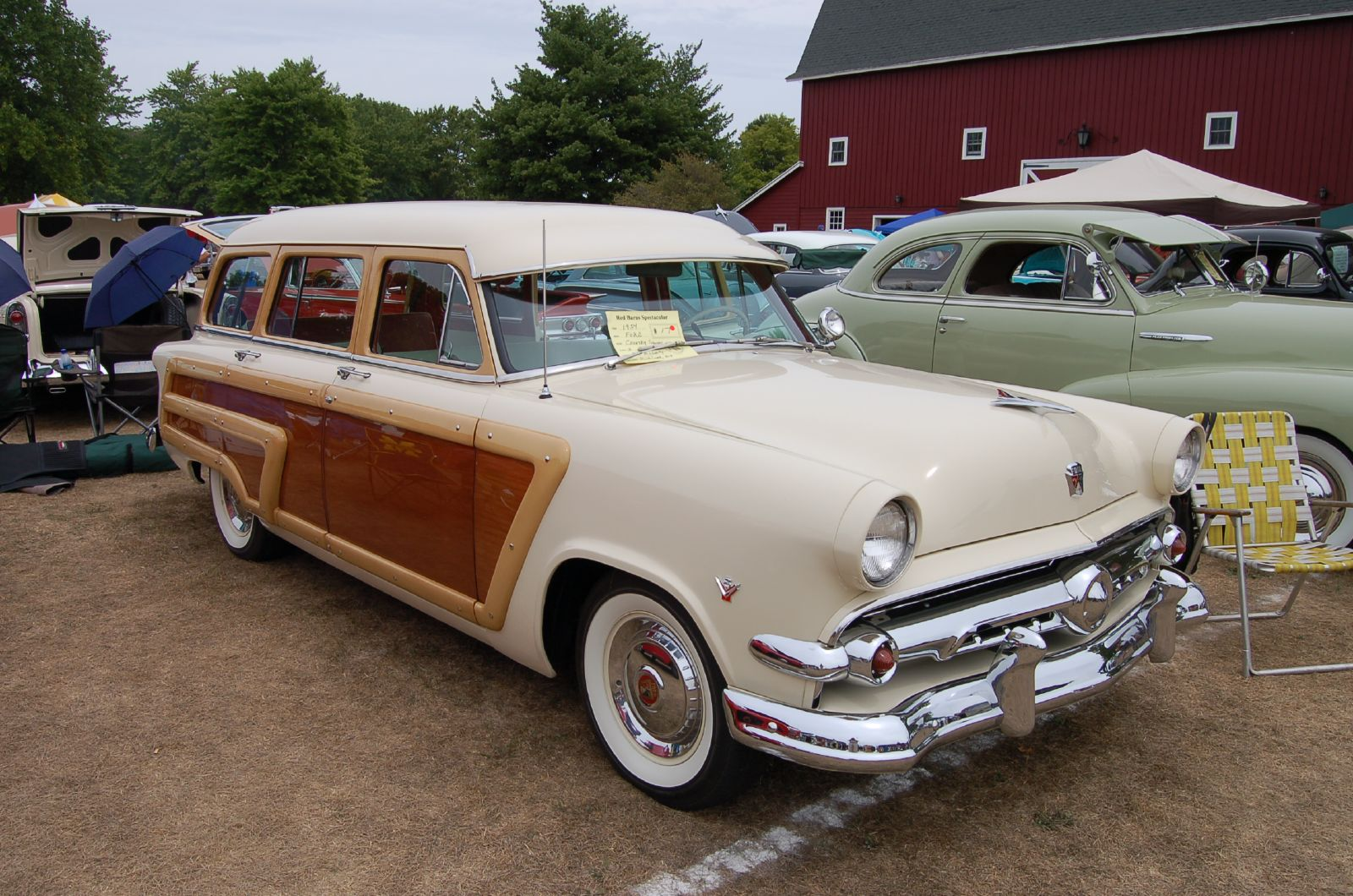
1954 Ford Country Squire

После обновления модельного ряда Ford в 1952 модельном году было представлено второе поколение Country Squire, что ознаменовало несколько серьезных изменений в модельном ряду. Хотя большая часть кузова (но не колесная база) делилась с недавно представленным Mercury Monterey, только Country Squire в стандартной комплектации имел деревянные панели. В более широкой версии 1952 года Ford представил аналоги универсалов для каждой из своих линий седанов; Country Squire был эквивалентом седана Crestline. Ниже Country Squire располагались четырехдверный Country Sedan (Customline) и двухдверный Ranch Wagon (Mainline).

## Третье поколение (1955–1956)

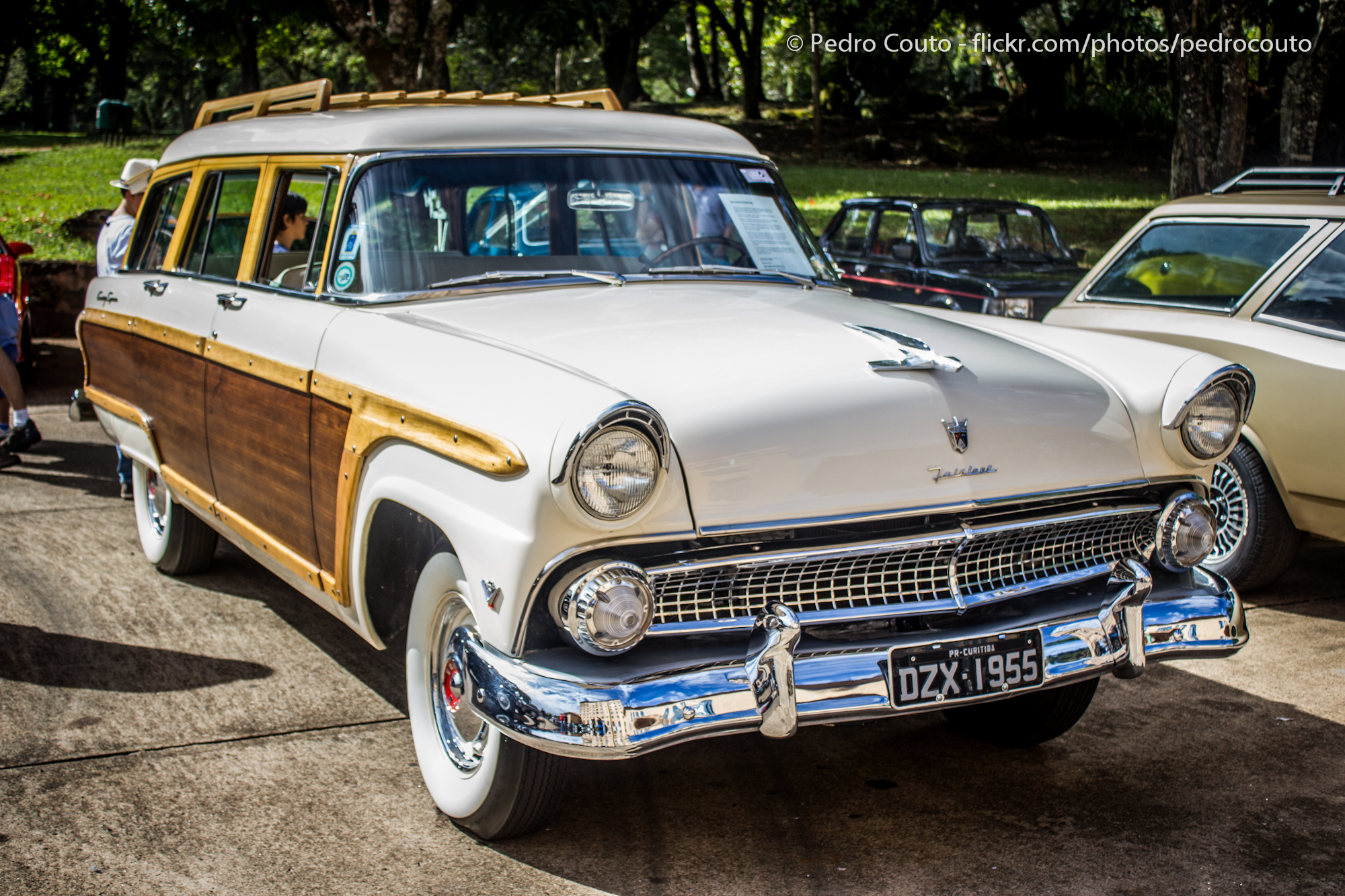
1955 Ford Fairlane Country Squire

В 1955 модельном году было представлено третье поколение Country Squire. Функционально это обновление второго поколения, кузов претерпел несколько изменений дизайна, а также множество функциональных обновлений. Производство Crestline было прекращено, а Country Squire стал аналогом совершенно новой линейки седанов Fairlane высшего уровня. Указанная розничная цена составляла 2392 доллара (26 131 доллар в долларах 2022 года), а объем производства увеличился до 19 011.
В 1955 году Ford объединил три своих универсала в отдельную модельную линейку, отдельную от седанов. В результате изменений, которые продлились до 1968 года, Country Squire стал флагманским универсалом Ford, с четырехдверным (не деревянным) Country Sedan и двухдверным Ranch Wagon. В 1956 году был представлен двухдверный Parklane; Предназначенный для конкуренции с Chevrolet Nomad, Parklane сочетал в себе кузов Ranch Wagon с отделкой Fairlane (аналогично интерьеру Country Squire).

## Четвёртое поколение (1957-1959)

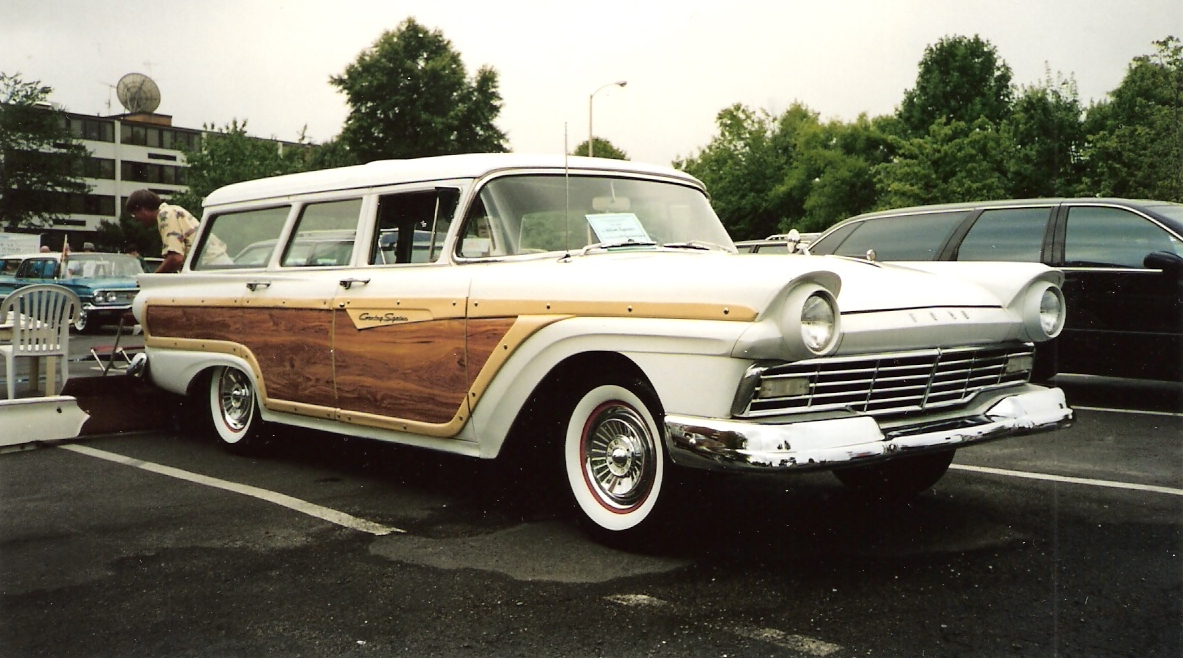
1957 Ford Fairlane 500 Country Squire

В 1957 году модельный ряд Ford претерпел первый полный редизайн впервые с 1952 года. Как и у других американских производителей, центральной частью редизайна стала меньшая высота кузова, что потребовало совершенно нового шасси для размещения нижнего этажа. Единственный универсал со стандартной деревянной обшивкой (любого типа) с 1954 по 1956 год. Country Squire был объединен с Mercury Colony Park в 1957 году и ненадолго с Edsel Bermuda в 1958 году.

## Пятое поколение (1960–1964)

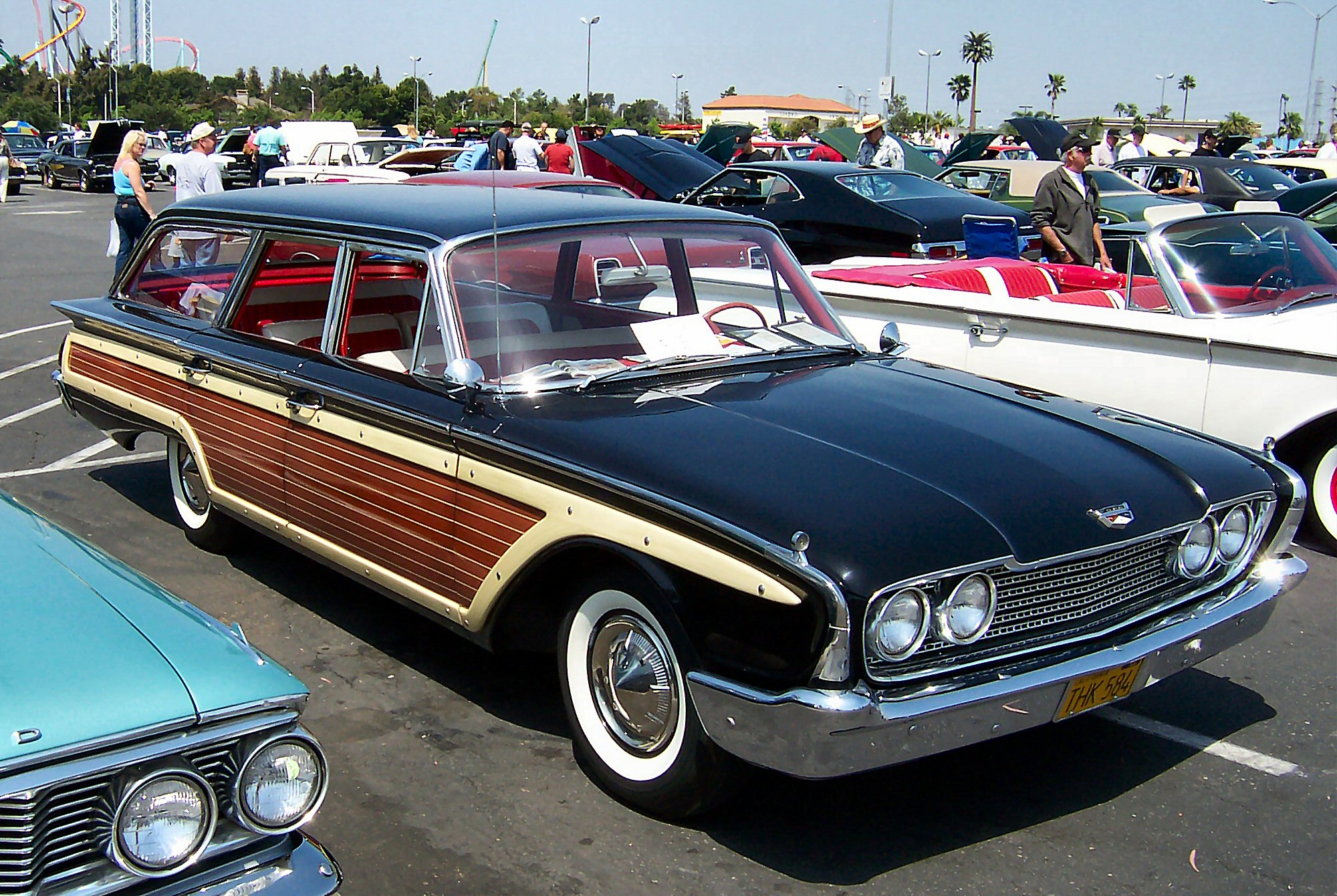
1960 Ford Galaxie Country Squire

В 1960 модельном году вместо ежегодного обновления модельный ряд Ford претерпел полную модернизацию. Одновременно с появлением компактного Falcon полноразмерные Ford выросли в размерах, получив 119-дюймовую колесную базу. В рамках смены модели Galaxie занял место над Fairlane в качестве флагманского модельного ряда Ford, а Country Squire стал его аналогом универсала в 1960 году. В 1961 году Mercury пересмотрела свой модельный ряд после прекращения выпуска Edsel, выпустив Monterey. стать версией Galaxie с удлиненной колесной базой; В результате изменения, которое продлилось до момента их прекращения в 1991 году, Colony Park стал более эксклюзивным и высококлассным аналогом Mercury Country Squire. Версия 1960 года с двигателем V8 стоила 3080 долларов США (30 467 долларов в долларах 2022 года) до того, как было добавлено дополнительное оборудование. Начиная с 1962 года, Galaxie стала старшей полноразмерной модельной серией, а Ford Fairlane стал промежуточной модельной серией с более короткой колесной базой, а также предлагался как универсал с опциональной отделкой под дерево.

## Шестое поколение (1965–1968)

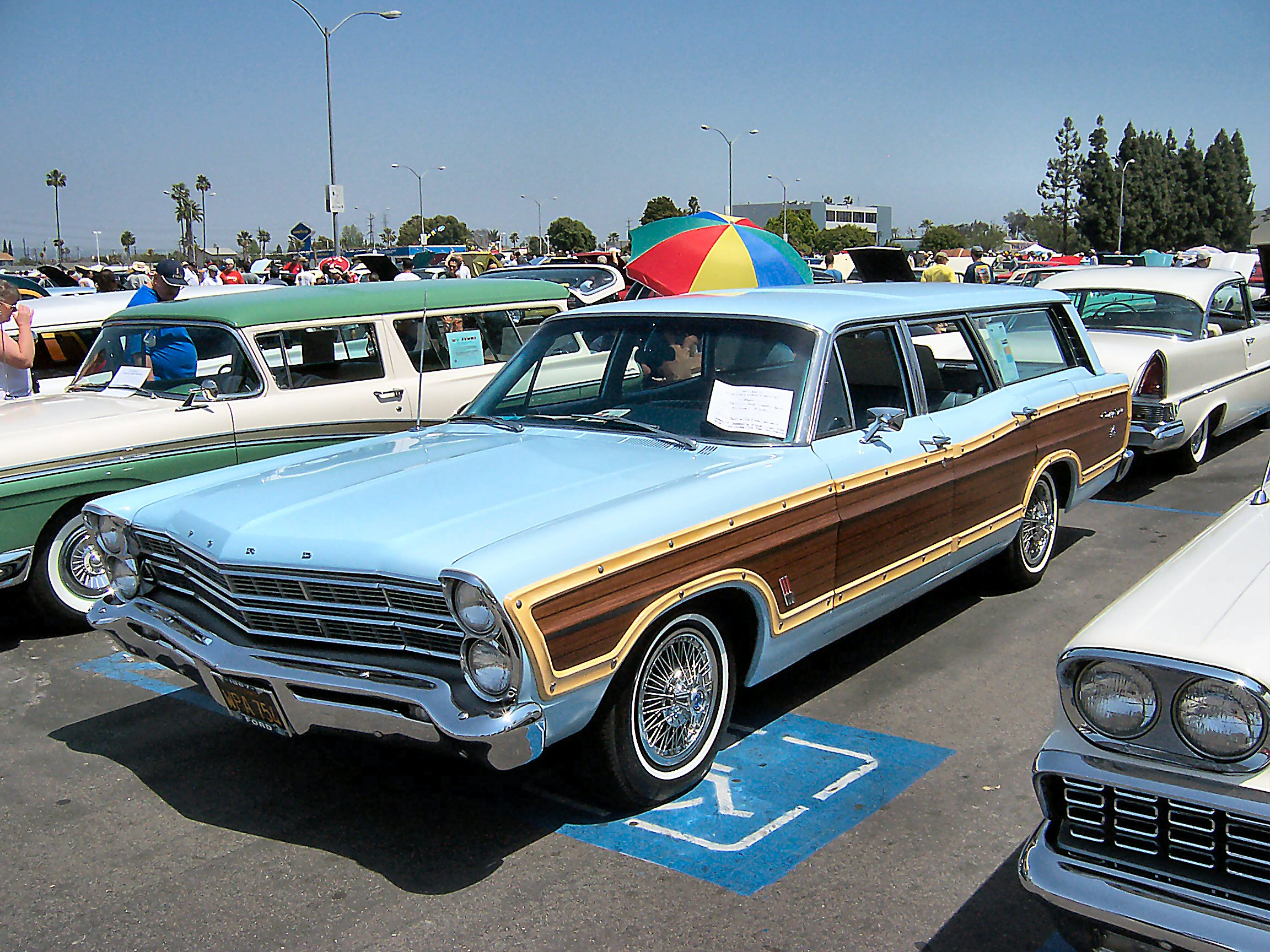
1967 Ford LTD Country Squire

В 1965 модельном году полноразмерная модельная линейка Ford претерпела полную модернизацию с использованием совершенно нового шасси. Наряду с появлением Ford LTD, Country Squire был аналогом модельного ряда Galaxie 500 наряду с Country Sedan без отделки деревом (наряду со стандартной Galaxie). Версия 1965 года с двигателем V8 стоила 3216 долларов США (36 179 долларов в долларах 2022 года).
Во время производства Country Squire шестого поколения универсалы с деревянной отделкой (в смоделированной форме) подверглись возрождению в производстве. Ранее эксклюзивные для Ford и Mercury с 1954 по 1965 год, универсалы-аналоги поступили в производство в конце 1960-х годов. В 1966 году Chrysler вновь представил деревянную отделку универсала Town & Country (и первого универсала Dodge Monaco). General Motors представила деревянную отделку для Chevrolet Caprice Estate 1966 года, а в 1967 году для Buick Sport Wagon и Oldsmobile Vista Cruiser. В рамках выпуска в 1968 году промежуточных моделей Ford Torino и Mercury Montego были представлены универсалы Torino Squire и Montego Villager с внешней отделкой под дерево.
Когда LTD стала полноценной модельной линейкой 1968 модельного года, Country Squire стал ее аналогом-универсалом, а Ford добавил значок «LTD» на капот.

## Седьмое поколение (1969–1978)

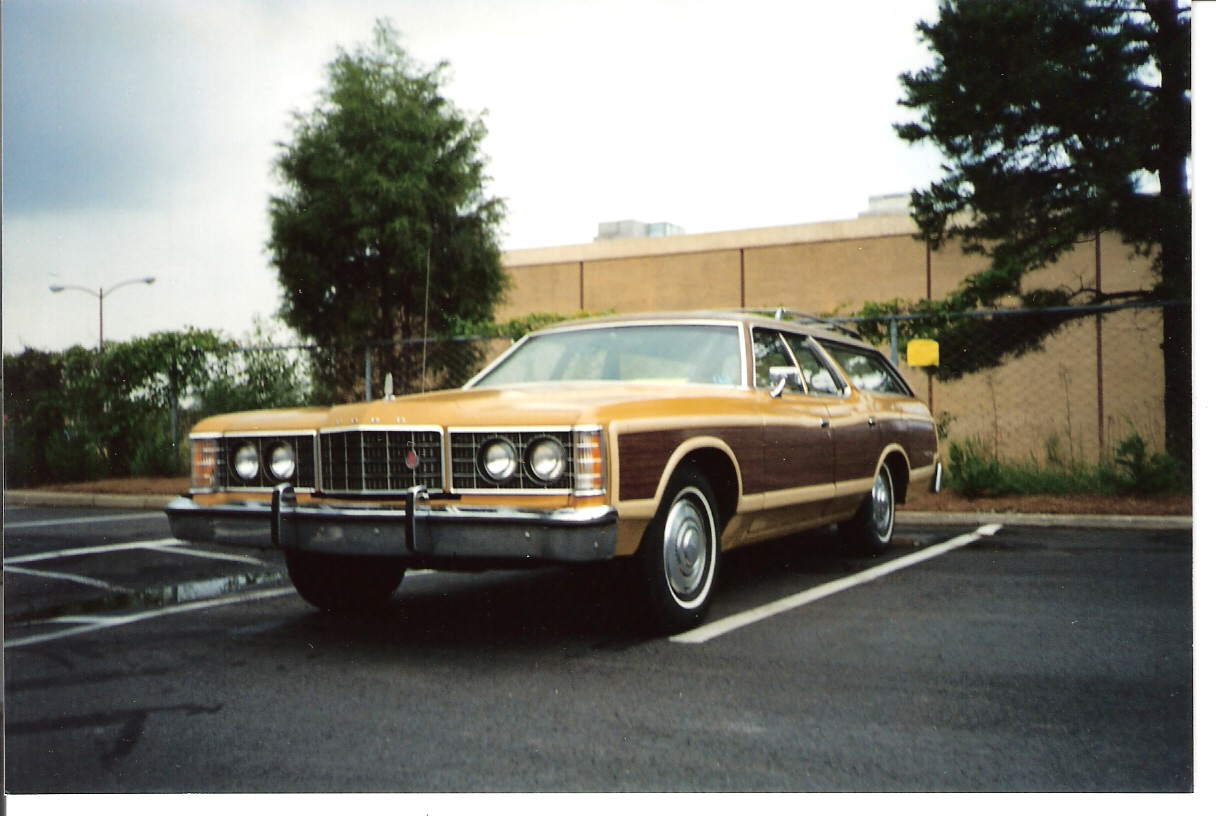
1973 Ford LTD Country Squire

В 1969 модельном году полноразмерная модельная линейка Ford претерпела полную модернизацию: колесная база увеличилась со 119 дюймов до 121 дюйма. В результате консолидации бренда универсалы и седаны Ford больше не были отдельными модельными линейками. После добавления значка LTD на капоте в 1968 году Country Squire был добавлен в модельный ряд 1969 года, занимая место над (Galaxie) Country Sedan и (Custom 500) Ranch Wagon. Начиная с 1969 года шестицилиндровый двигатель Big Six больше не предлагался на Country Squire, в то время как он продолжался на Country Sedan и Ranch Wagon. Версия с десятью пассажирами 1969 года стоила 3721 доллар США (29 694 доллара в долларах 2022 года).

### 1969-1972
В 1969 модельном году дебютировало новое поколение автомобилей Ford и Mercury; универсалы обоих подразделений имели 121-дюймовую колесную базу, общую с линейкой седанов Ford, что на два дюйма больше. Задняя дверь Magic Doorgate была обновлена до трехсторонней конструкции: теперь она могла открываться вниз, как задняя дверь, или открываться с окном вниз или вверх (последнее раньше было невозможно).
В рамках линейки LTD Country Squire имел аналогичную внутреннюю отделку; за очевидным исключением обшивки с имитацией дерева, Country Squires носили тот же кузов от лобового стекла, что и их коллеги-седаны LTD. В 1970 модельном году видимые изменения ограничивались деталями в отделке бампера и решетки радиатора, а также потерей разделительной перекладины. В 1971 году Country Squire подвергнется обширной реконструкции, при этом от модели 1970 года будут перенесены только крыша и задняя дверь, что будет иметь визуальное сходство с Ford Thunderbird 1970 года; как и в случае с LTD, он лишился скрытых фар в решетке радиатора, в то время как эта функция была добавлена в Mercury Colony Park из-за его роскошного внешнего вида, схожего с Lincoln Continental 1969 года.

### 1973-1978
В 1973 модельном году линейка полноразмерных автомобилей Ford получила серьезное обновление. Несмотря на то, что он по-прежнему построен на том же шасси и 121-дюймовой колесной базе, добавление бамперов со скоростью 5 миль в час увеличит длину LTD Country Squire более чем на шесть дюймов к концу 1974 модельного года. Это также будут самые длинные и тяжелые универсалы, когда-либо производившиеся Ford. Цена на десять пассажиров 1973 года составляла 4401 доллар США (29 012 долларов в долларах 2022 года).
В 1974 году сзади были добавлены бамперы со скоростью 5 миль в час, введена транзисторная система зажигания, а также новый орнамент на капоте. Кроме того, модель 429 была снята с производства, и ее заменил практически идентичный 460 V8.
В 1975 году Ford начал сокращать линейку универсалов, поскольку Custom 500 Ranch Wagon был передан исключительно в продажу автопарку, а производство седана Galaxie Country было прекращено и заменено универсалом LTD без отделки деревом. Чтобы лучше отличить LTD Country Squire, Ford вернул модели скрытые фары - особенность, характерная для топовых моделей LTD Landau (и Mercury Marquis). Во всех моделях каталитические нейтрализаторы теперь стали стандартным оборудованием в соответствии с нормами выбросов.
Модели 1975–1978 годов были практически идентичны, за исключением небольших различий в отделке и эмблемах от года к году. В целях повышения экономии топлива в 1978 году был вновь представлен двигатель V8 объемом 351 кубический дюйм.
Стандартным двигателем на всех других полноразмерных седанах и универсалах Ford был 351 Windsor V8. Однако Country Squire входил в стандартную комплектацию Cleveland 400M V8, а двигатели 429 и 460 V8 385-й серии были дополнительными. После исключения из модельного ряда механических коробок передач трехступенчатая автоматическая коробка передач C6 стала единственным вариантом трансмиссии для полноразмерных Ford. 429 и 460 V8 были обычным вариантом из-за особенно вялой работы расстроенного двигателя 400, который теперь с трудом справлялся с постоянно растущим весом Country Squire.

## Восьмое поколение (1979–1991)

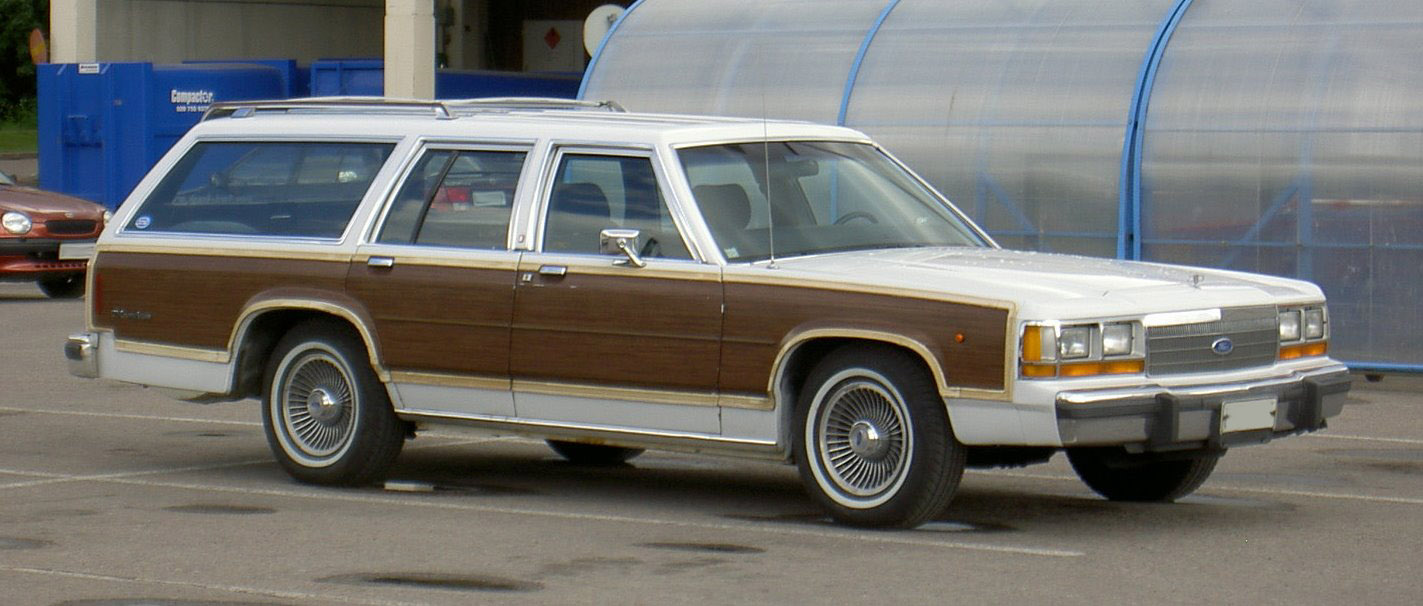
1988–1989 Ford LTD Crown Victoria Country Squire

В 1979 году Ford сократил линейку полноразмерных автомобилей. Обновленный Country Squire на одиннадцать дюймов короче и почти на 1000 фунтов легче своего предшественника 1978 года сохранил вместимость 8 пассажиров, лишь немного уменьшив грузовместимость. Сохранив двигатель V8, Country Squire перешел с 400 и 460 V8 на двигатели Windsor V8 объемом 302 куб. Дюйма (4,9 л) и 351 куб. Дюймов (5,8 л), разделив двигатели с Ford Granada. Когда было представлено это поколение универсалов, колесная база была на 1 дюйм (25 мм) длиннее, чем у промежуточного универсала Ford Fairlane 1962 года, и короче, чем у универсала Ford Gran Torino Squire 1972 года.
В 1983 году, когда Ford подвергся пересмотру линейки полноразмерных моделей, Country Squire продолжал производиться; поскольку LTD стала заменой Granada среднего размера, Country Squire стал аналогом LTD Crown Victoria. Еще одно изменение: 4,9-литровый двигатель V8 получил впрыск топлива через дроссельную заслонку. В 1986 году V8 был снова обновлен, приняв последовательный многоточечный впрыск топлива (определяемый большим воздухозаборником с надписью EFI 5.0 над двигателем).
В 1988 году Country Squire получил свои первые внешние обновления с 1979 года, разделив обновленную переднюю панель со своим аналогом-седаном; новые передние сиденья получили подголовники большего размера. В 1990 году приборная панель получила первое серьезное обновление (с 1979 года) с добавлением подушки безопасности со стороны водителя; крайние задние сиденья получили трехточечные ремни безопасности. В 1991 году линзы передних указателей поворота и стояночных фонарей были изменены с янтарного на прозрачные.